# London Challenge Cup
La London Challenge Cup fue un torneo de fútbol organizado anteriormente por la London Football Association. La London Challenge Cup se disputó por primera vez en 1908 y, salvo durante las Guerras Mundiales, se disputaba cada temporada hasta 1974, cuando se disolvió el torneo.
Después de una interrupción de 16 años, el torneo se resucitó en 1990-91, pero solo duró 10 años antes de ser interrumpido una vez más.
En su forma original, el torneo fue ganado por la mayoría de los principales clubes profesionales de Londres como Arsenal , Chelsea , Tottenham Hotspur y West Ham United , pero la calidad de los participantes después de la reactivación fue menor, con todos los ganadores, excepto Leyton Orient en 1992-93 no son clubes de la Liga.

## Resultados de finales
Resultados de finales durante el período inicial.
| Temporada | Ganadores                                                       | Subcampeones           | Resultado final                         |
| --------- | --------------------------------------------------------------- | ---------------------- | --------------------------------------- |
| 1908–09   | Millwall                                                        | Leyton                 | 2–0                                     |
| 1909–10   | Fulham                                                          | Tottenham Hotspur      | 4–1                                     |
| 1910–11   | Tottenham Hotspur                                               | Fulham                 | 2–1                                     |
| 1911–12   | Clapton Orienta                                                 | Millwall               | 3–0                                     |
| 1912–13   | Crystal Palacio                                                 | West Ham United        | 1–0 (repetición después del empate 0–0) |
| 1913–14   | Crystal Palacio                                                 | Tottenham Hotspur      | 2–0                                     |
| 1914–15   | Millwall                                                        | Arsenal                | 2–1                                     |
| 1915–1919 | El torneo no se llevó a cabo debido a la Primera Guerra Mundial |                        |                                         |
| 1919–20   | Chelsea                                                         | Crystal Palacio        | 1–0                                     |
| 1920–21   | Crystal Palacio                                                 | Clapton Orienta        | 1–0                                     |
| 1921–22   | Arsenal                                                         | Crystal Palacio        | 1–0                                     |
| 1922–23   | Charlton Atlético                                               | Crystal Palacio        | 2–1                                     |
| 1923–24   | Arsenal                                                         | Charlton Atlético      | 3–2 (algunas fuentes dicen 3–1)         |
| 1924–25   | West Ham United                                                 | Clapton Orienta        | 2–1                                     |
| 1925–26   | West Ham United                                                 | Arsenal                | 2–1                                     |
| 1926–27   | Chelsea                                                         | Clapton Orienta        | 2–1                                     |
| 1927–28   | Millwall                                                        | Leyton                 | 6–3                                     |
| 1928–29   | Tottenham Hotspur                                               | Millwall               | 5–1                                     |
| 1929–30   | West Ham United                                                 | Brentford              | 2–1                                     |
| 1930–31   | Arsenal                                                         | Tottenham Hotspur      | 2–1                                     |
| 1931–32   | Fulham                                                          | Crystal Palacio        | 2–1                                     |
| 1932–33   | Parque de reinas Rangers                                        | West Ham United        | 3–0                                     |
| 1933–34   | Arsenal                                                         | Tottenham Hotspur      | 4–0                                     |
| 1934–35   | Brentford                                                       | Millwall               | 2–1                                     |
| 1935–36   | Arsenal                                                         | Brentford              | 4–2                                     |
| 1936–37   | Tottenham Hotspur                                               | Arsenal                | 1–0                                     |
| 1937–38   | Millwall                                                        | Crystal Palacio        | 4–0                                     |
| 1938–39   | Parque de reinas Rangers                                        | Tottenham Hotspur      | 3–1                                     |
| 1939–1946 | El torneo no se llevó a cabo debido a la Segunda Guerra Mundial |                        |                                         |
| 1946–47   | West Ham United                                                 | Crystal Palacio        | 3–2                                     |
| 1947–48   | Tottenham Hotspur                                               | Fulham                 | 3–1                                     |
| 1948–49   | West Ham United                                                 | Chelsea                | 2–1 (repetición después del empate 1–1) |
| 1949–50   | Chelsea                                                         | Brentford              | 3–0 (repetición después del empate 4–4) |
| 1950–51   | Charlton Atlético                                               | Brentford              | 2–1                                     |
| 1951–52   | Fulham                                                          | Charlton Atlético      | 1–0                                     |
| 1952–53   | West Ham United                                                 | Brentford              | 2–1                                     |
| 1953–54   | Arsenal                                                         | Chelsea                | 3–2 (repetición después del empate 1–1) |
| 1954–55   | Arsenal                                                         | West Ham United        | 2–1                                     |
| 1955–56   | Parque de reinas Rangers                                        | Brentford              | 2–1                                     |
| 1956–57   | West Ham United                                                 | Millwall               | 3–1                                     |
| 1957–58   | Arsenal                                                         | West Ham United        | 3–1                                     |
| 1958–59   | Tottenham Hotspur                                               | West Ham United        | 3–1                                     |
| 1959–60   | Chelsea                                                         | Tooting & Mitcham Unió | 2–1                                     |
| 1960–61   | Chelsea                                                         | Arsenal                | 3–1                                     |
| 1961–62   | Arsenal                                                         | Millwall               | 3–1                                     |
| 1962–63   | Arsenal                                                         | Chelsea                | 4–1                                     |
| 1963–64   | Tottenham Hotspur                                               | Chelsea                | 2–0                                     |
| 1964–65   | Brentford                                                       | Chelsea                | 2–1                                     |
| 1965–66   | Parque de reinas Rangers                                        | Arsenal                | 4–0                                     |
| 1966–67   | Brentford                                                       | Fulham                 | 2–1 (repetición)                        |
| 1967–68   | West Ham United                                                 | Dagenham               | 3–1                                     |
| 1968–69   | West Ham United                                                 | Tottenham Hotspur      | 3–2 (repetición después del empate 2–2) |
| 1969–70   | Arsenal                                                         | Wimbledon              | 2–1                                     |
| 1970–71   | Tottenham Hotspur                                               | Wimbledon              | 1–0                                     |
| 1971–72   | Orienta                                                         | Dagenham               | 2–1 (repetición después del empate 1–1) |
| 1972–73   | Orienta                                                         | Enfield                | 2–1                                     |
| 1973–74   | Tottenham Hotspur                                               | Hayes                  | 5–0                                     |

Resultados de finales durante el período revivido
| Estación | Ganadores           | Subcampeones     | Resultado final              |
| -------- | ------------------- | ---------------- | ---------------------------- |
| 1990–91  | Carshalton Atlético | Welling Unió     | 4–2                          |
| 1991–92  | Welling Unió        | Dulwich Villorio | 2–0                          |
| 1992–93  | Leyton Orienta      | Barnet           | 3–2                          |
| 1993–94  | Uxbridge            | Welling Unió     | 3–0                          |
| 1994–95  | St Albans Ciudad    | Fisher '93       | 6–0                          |
| 1995–96  | Bromley             | Leyton Banderín  | 3–2                          |
| 1996–97  | Uxbridge            | Leyton Banderín  | 1–0 (después del empate 3–3) |
| 1997–98  | Boreham Madera      | Uxbridge         | 3–1                          |
| 1998–99  | Dulwich Villorio    | Uxbridge         | 2–1 (pró.)                   |
| 1999-00  | Uxbridge            | Dulwich Villorio | 2–2 (5–4 pen.)               |